# Walter Cronkite
Walter Leland Cronkite, Jr. (St. Joseph (Missouri), 4 de novembre de 1916 - Nova York (Nova York), 17 de juliol de 2009), fou un periodista estatunidenc, conegut com a presentador del CBS Evening News durant 19 anys (1962-1981). Durant l'apogeu de CBS News els anys seixanta i setanta, era sovint citat com "l'home més confiable dels Estats Units", essent així nomenat segons una enquesta d'opinió.

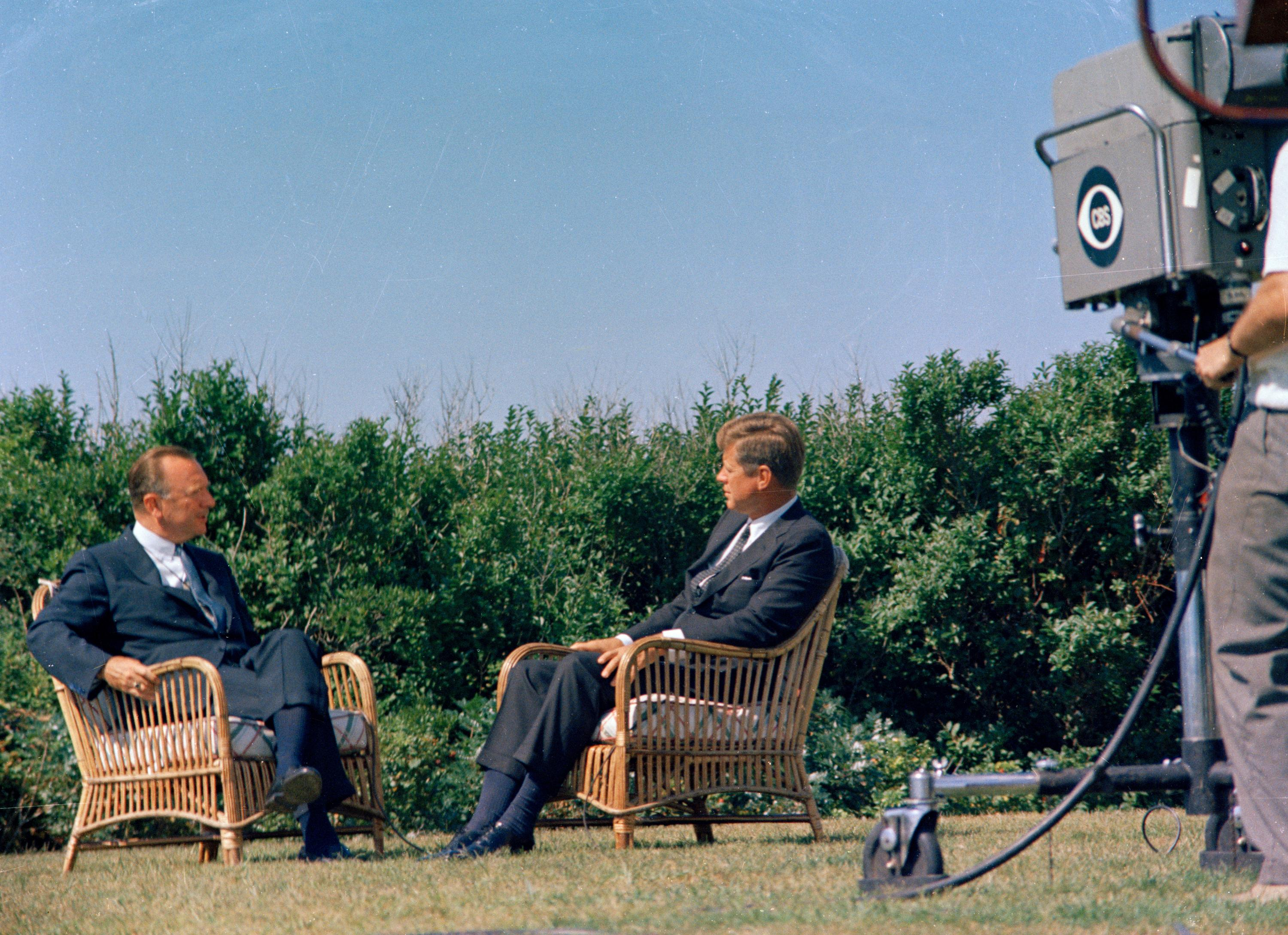
Entrevistant JFK, 1963.

Durant la seva estada a la CBS va fer la cobertura informativa de nombrosos esdeveniments de rellevància històrica, com ara els bombardejos a la Segona Guerra Mundial, els Judicis de Nuremberg, els combats a la Guerra del Vietnam, l'assassinat del president John F. Kennedy o l'escàndol Watergate. És també reconegut per la cobertura del Programa Espacial, des del Programa Mercury fins al Projecte Apollo i l'arribada de l'home a la Lluna.

## Carrera
Cronkite va abandonar la universitat en el seu primer any, a la tardor de 1935, després d'iniciar una sèrie de treballs de diaris que cobrien notícies i esports. Va entrar a la radiodifusió com a locutor de ràdio per a WKY a Oklahoma City, Oklahoma. El 1936, va conèixer la seva futura esposa, Mary Elizabeth "Betsy" Maxwell, mentre treballava com a locutor esportiu de KCMO (AM) a Kansas City, Missouri. El seu nom en antena era "Walter Wilcox".
Més tard explicaria que les emissores de ràdio d'aleshores no volien que la gent fes servir els seus noms reals per por que no s'emportessin els oients amb ells si marxaven. A Kansas City, es va unir a la United Press International el 1937.
Amb el seu nom establert, va rebre una oferta de feina d'Edward R. Murrow a CBS News per unir-se a l'equip de corresponsals de guerra dels Murrow Boys, substituint Bill Downs com a cap de l'oficina de Moscou. La CBS va oferir a Cronkite 125 dòlars (2.235 dòlars en diners el 2020) a la setmana juntament amb "comissions comercials" per un import de 25 dòlars (447 dòlars el 2020) gairebé cada vegada que Cronkite estava en antena. Fins a aquest moment, havia guanyat 57,50 dòlars (1.027 dòlars el 2020) per setmana a UP, però tenia reserves sobre la difusió. Inicialment va acceptar l'oferta. Quan va informar el seu cap Harrison Salisbury, UP va respondre amb un augment de 17,50 dòlars (312 dòlars el 2020) per setmana; Hugh Baillie també li va oferir 20 dòlars addicionals (357 dòlars el 2020) per setmana per quedar-se. Cronkite finalment va acceptar l'oferta d'UP, un moviment que va enfadar Murrow i va crear una distància entre ells que duraria anys.
Cronkite es va convertir en un dels principals periodistes nord-americans de la Segona Guerra Mundial, cobrint batalles al nord d'Àfrica i Europa. Anava a bord USS Texas començant a Norfolk, Virgínia, a través del seu servei a la costa del nord d'Àfrica com a part de l'operació Torch, i després va tornar als EUA. En el viatge de tornada, Cronkite va sortir de Texas en un dels seus avions Vought OS2U Kingfisher quan Norfolk estava a poca distància. Se li va concedir permís per volar la resta de la distància fins a Norfolk perquè pogués superar un corresponsal rival de USS Massachusetts per tornar als EUA i emetre els primers informes de notícies sense censura que es publiquen sobre l'Operació Torch. Les experiències de Cronkite a bord de Texas van iniciar la seva carrera com a corresponsal de guerra. Posteriorment, va ser un dels vuit periodistes seleccionats per les Forces Aèries de l'Exèrcit dels Estats Units per fer bombardeigs sobre Alemanya en un Boeing B-17 Flying Fortress com a part del grup anomenat The Writing 69th, i durant una missió va disparar una metralladora en un caça alemany. També va aterrar en un planador amb la 101a Divisió Aerotransportada a l' Operació Market Garden i va cobrir la Batalla de les Ardennes. Després de la guerra, va cobrir els judicis de Nuremberg i va exercir com a reporter principal de United Press a Moscou de 1946 a 1948.

## Moments històrics

### L'assassinat de Kennedy
Cronkite és recordat principalment pels nord-americans per haver presentat el flaix informatiu anunciant l'atemptat contra el president Kennedy, el divendres 22 de novembre de 1963. Aquest butlletí va consistir simplement en un anunci d'àudio, sense imatge, perquè CBS no tenia una càmera preparada pel cobriment de la notícia. Cronkite s'adreça per primer cop a les 13:40 (hora de la costa est), amb aquest primer butlletí:
| « | Aquí un butlletí de CBS News. A Dallas, Texas, s'han efectuat tres trets a la caravana del president Kennedy al centre de Dallas. Els primers reports informen que el president Kennedy ha resultat greument ferit durant el tiroteig. | » |

Un segon butlletí va arribar mentre Cronkite encara llegia el primer, el qual detallava la severitat de les ferides del president Kennedy:
| « | Tot just acaben d'arribar més detalls. Aquests són sobre el mateix d'abans. El President Kennedy ha rebut un tret quan la seva caravana abandonava el centre de Dallas. Mrs. Kennedy va saltar i va agafar el president, cridant "Oh no!," la caravana va accelerar. United Press informa que les ferides del president Kennedy podrien ser mortals. Repeteixo, un butlletí de CBS News: El president Kennedy ha estat tirotejat per un possible assassí a Dallas, Texas. Manteniu-vos connectats a CBS News per a més informació. | » |

A les 14.38, després d'un cobriment successiu de la notícia, l'editor va lliurar a Cronkite un nou butlletí. Cronkite va fer una pausa, es va posar els ulleres, va examinar el document durant un moment, es va treure les ulleres, i amb una veu commoguda va fer l'anunci oficial:
| « | Des de Dallas, Texas, el flaix, aparentment oficial: (llegint el flaix d'AP) "El president Kennedy ha mort a les 13 hores, (CST)." (mirant el seu rellotge) 14 hores, hora de la costa est, fa aproximadament 38 minuts. | » |

Després d'anunciar la mort, Crokite va fer una breu pausa, es va posar les ulleres i va empassar saliva tractant de no deixar-se endur per la commoció. Amb una veu notablement emocionada, però, va entonar la següent frase del report informatiu:

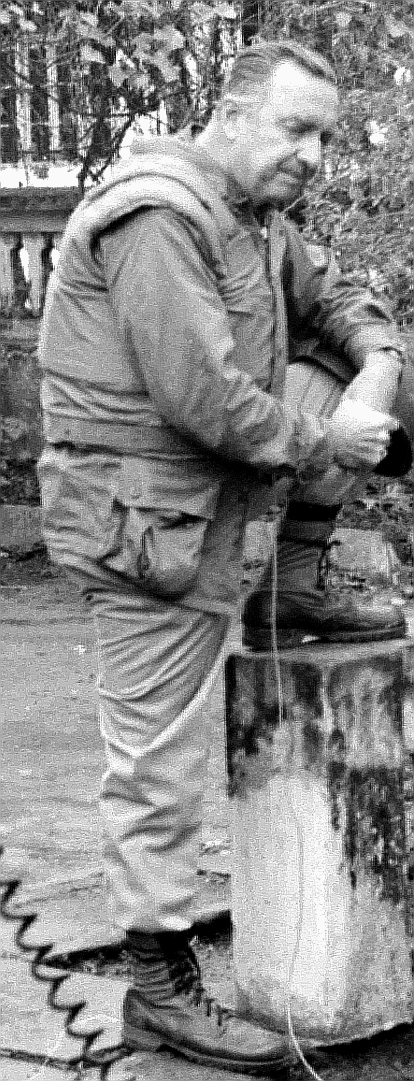
Cronkite informant des del Vietnam

| « | El vicepresident Johnson ha abandonat l'hospital a Dallas, però no se sap amb quina destinació; es presumeix que prendrà possessió del càrrec aviat i esdevindrà el 36è President dels Estats Units. | » |

### La guerra del Vietnam
A mitjans de febrer de 1968, i com a demanda del seu productor executiu Ernest Leiser, van viatjar tots dos amb la intenció d'informar sobre les conseqüències de l'Ofensiva del Tet. Van ser convidats a sopar amb el general Creighton Abrams, comandant de les forces al Vietnam, a qui Cronkite coneixia des de la Segona Guerra Mundial. Segons Leiser, Abrams li va dir a Cronkite: "nosaltres no podem guanyar aquesta guerra, i hem de trobar una manera digna de sortir-ne".
Al seu retorn, Cronkite i Laiser van escriure editorials separats basats en el seu viatge. Walter, un excel·lent escriptor, va preferir el de Laiser per sobre del seu propi. El 27 de febrer de 1968, Cronkite va acabar el reu informe, en el qual qüestionava àmpliament l'optimisme dels líders estatunidencs, tant a Washington com al Vietnam, amb la frase "Informe des del Vietnam: Qui, Què, Quan, On i Per què?".
Pel que fa a l'editorial de Cronkite, el president Lyndon Johnson va afirmar, "Si he perdut a Cronkite, he perdut a la classe mitjana nord-americana".

### Programa Apollo
Cronkite és recordat també pel seu cobriment del Programa Espacial dels Estats Units, i es va mostrar visiblement entusiasta, fregant-se les mans davant la càmara i somrient, el 20 de juliol de 1969, quan la missió Apollo 11 va portar per primer cop l'home a la lluna. Posteriorment, el mateix Cronkite criticaria la seva actitud i haver utilitzat paraules poc periodístiques en la transmissió.

### Watergate

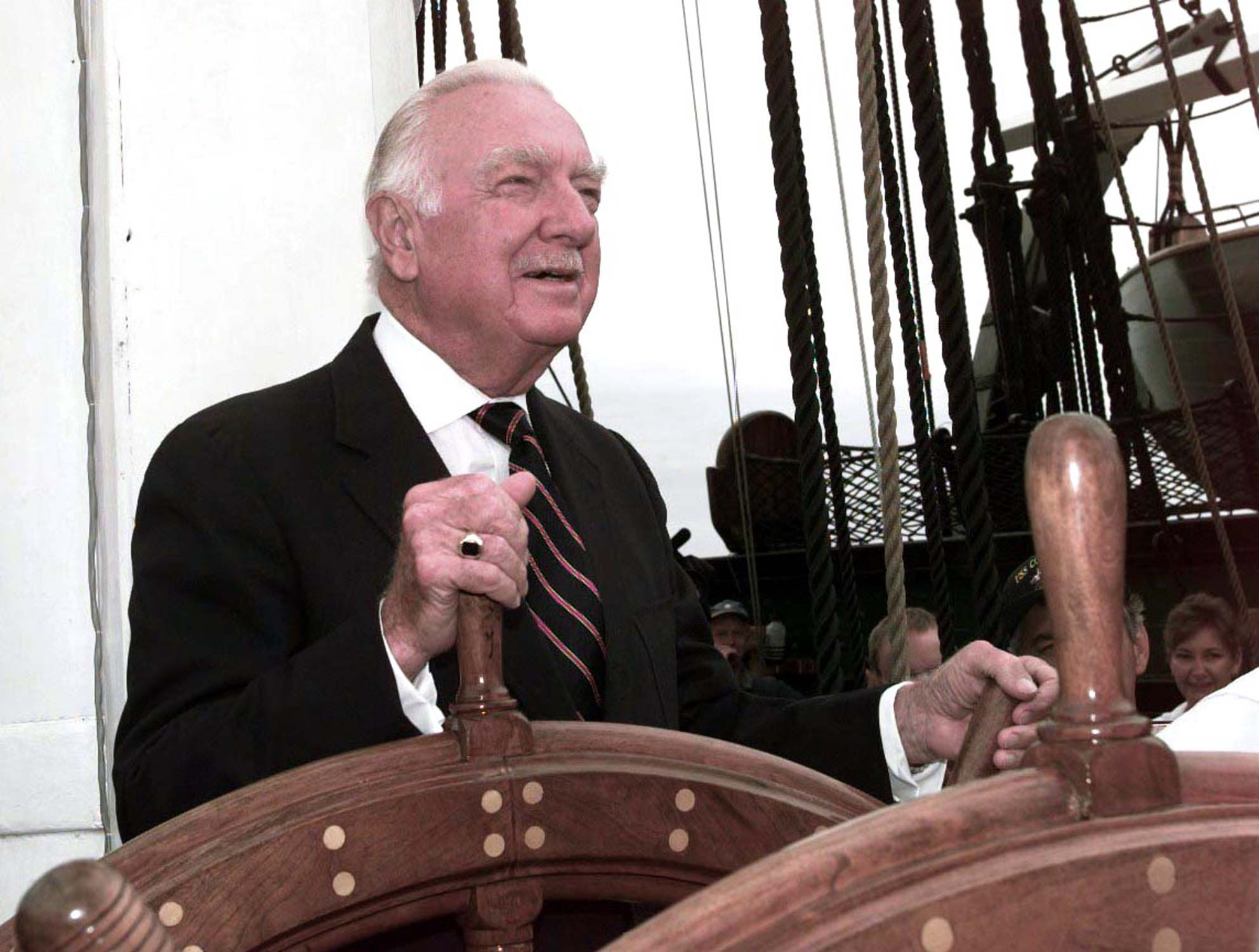
Cronkite al timó del USS Constitution, 1997

D'acord amb el documental de PBS sobre Cronkite, no hi havia "res de nou" en els seus informes sobre el cas Watergate; no obstant això en va reunir una àmplia sèrie d'informes i s'atribueix al seu estatus i a la seva credibilitat que l'escàndol Watergate adquirís tanta rellevància dintre de l'opinió pública, la qual cosa va comportar la dimissió del president Richard Nixon el 9 d'agost de 1974. Cronkite va ser el presentador del cobriment especial que la CBS va fer de l'al·locució de Nixon, i havia anunciat la seva renúncia imminent la nit anterior.

### Mort de Lyndon Johnson
Quan Johnson va morir el 22 de gener de 1973, Cronkite estava a l'estudi. Mentre s'emetia un reportatge que anunciava l'imminent èxit de les discussions sobre la firma de la pau al Vietnam, el secretari de Johnson va trucar Cronkite per anunciar-li la mort de l'expresident. En acabar el vídeo, va anunciar al país la mort del mandatari.

## Vida privada i mort
Casat amb Betsy Maxwell Cronkite des del 30 de març de 1940, va enviduar el 16 de març de 2005. Van tenir tres fills, Nancy, Kathy i Walter Cronkite III.
A finals de juny de 2009, es va informar que Cronkite patia una malaltia terminal. Va morir el 17 de juliol de 2009, a la seva casa a Nova York, als 92 anys. Descansa al costat de les de la seva dona, al cementiri de Kansas City.